# DNA Automotive

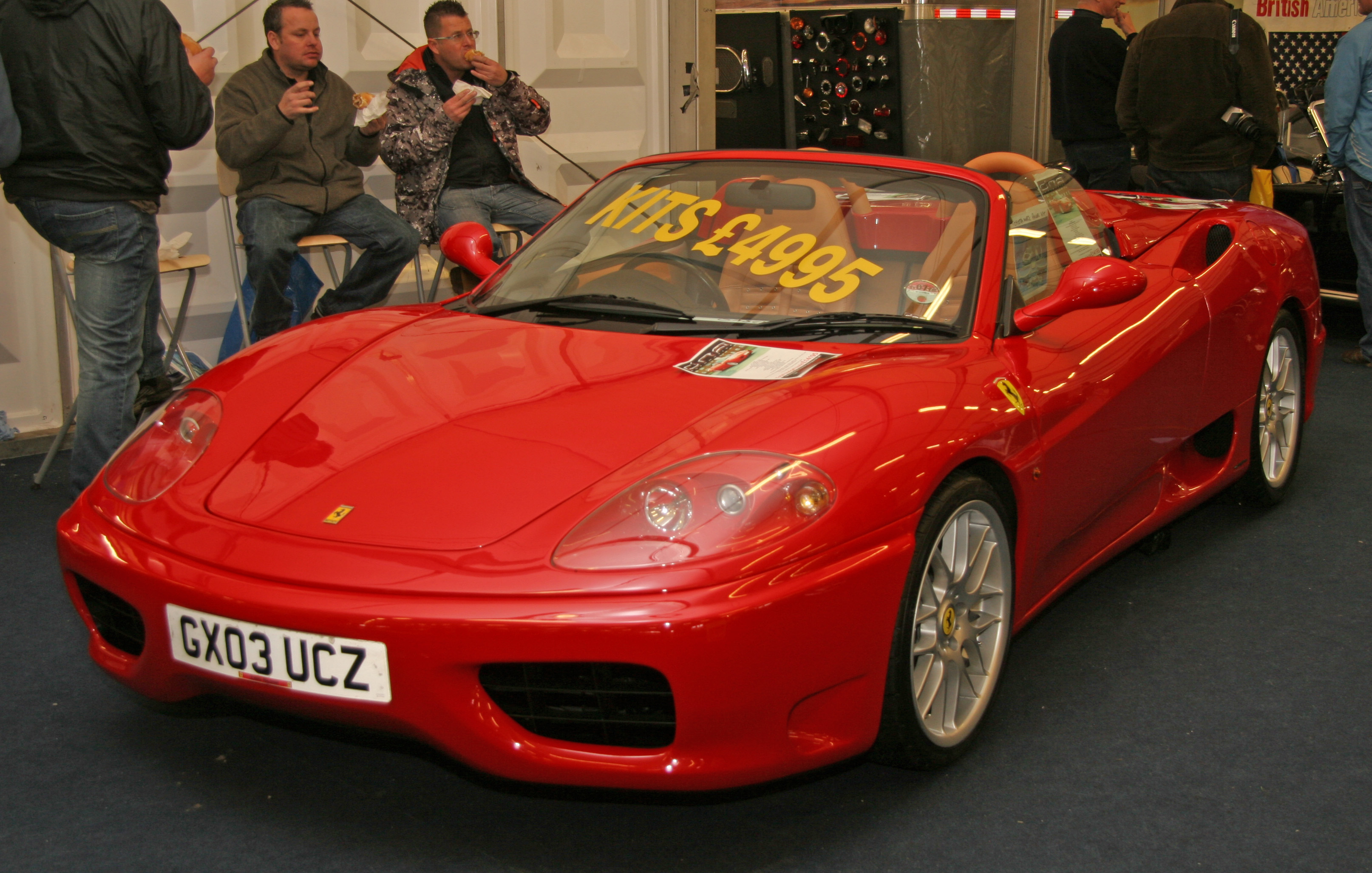
DNA 3 sixty

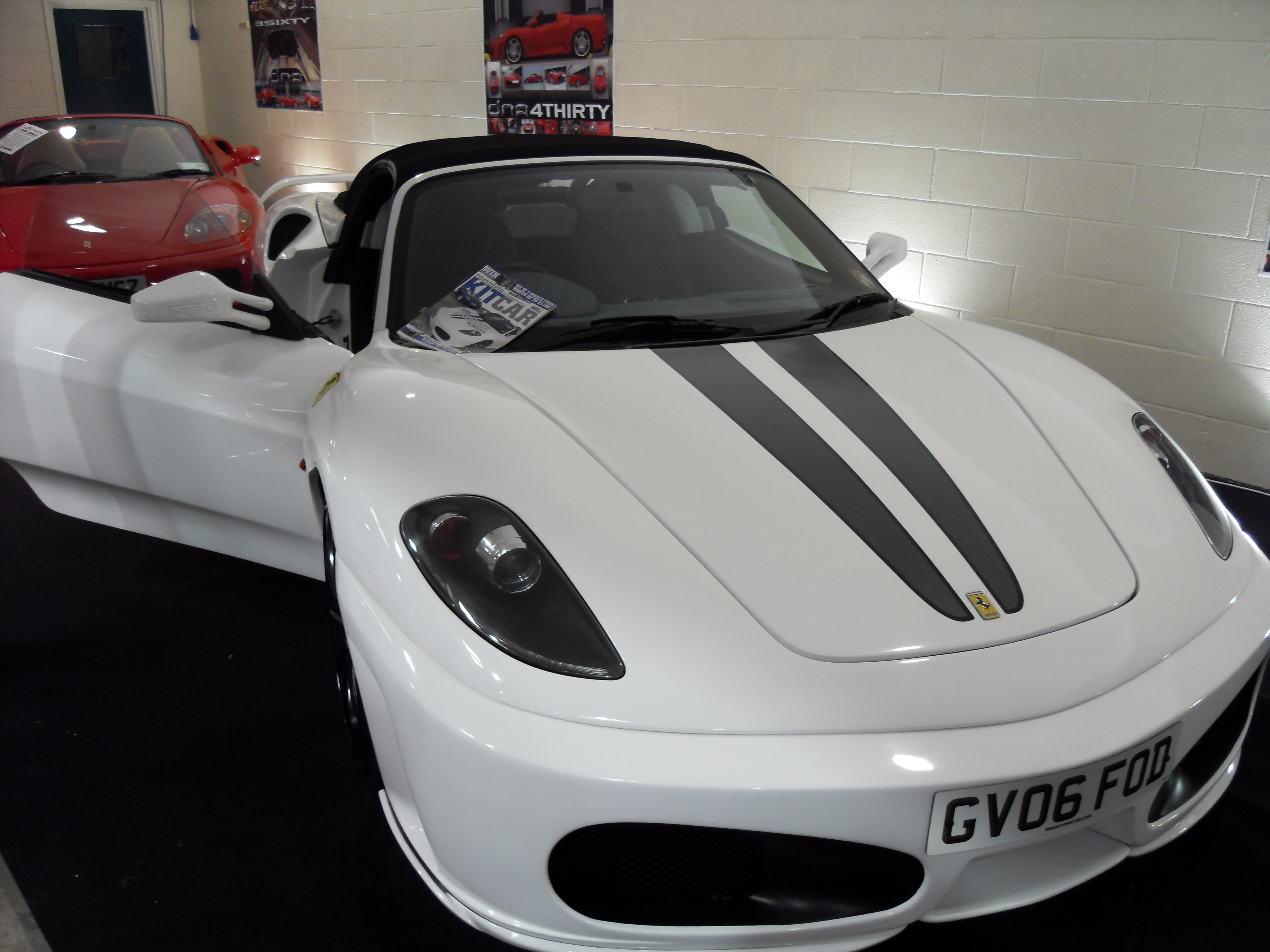
DNA 4 thirty

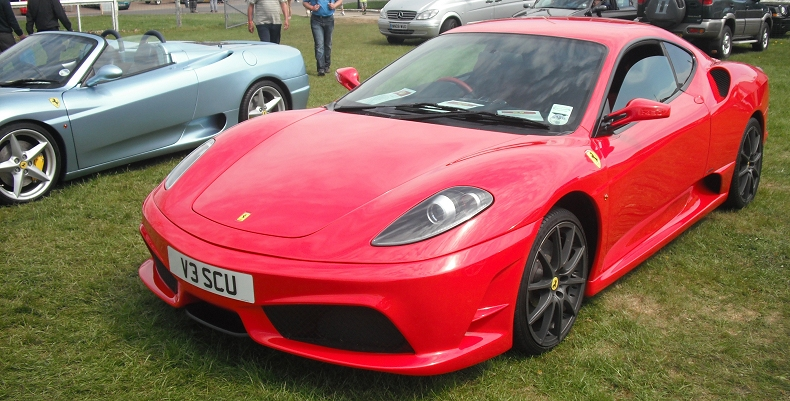
DNA 5 cudo

DNA Automotive LLP, zuvor Clubmillionaires.com LLP, ist ein britischer Hersteller von Automobilen.

## Unternehmensgeschichte
Das Unternehmen Clubmillionaires.com LLP wurde am 26. September 2003 in Preston in der Grafschaft Lancashire gegründet. Brian Hale und Roland Leslie Smith sind seit 18. Oktober 2003 Direktoren. Am 26. November 2003 erfolgte der Umzug nach Bromsgrove in Worcestershire und am 6. Januar 2006 nach Birmingham in West Midlands. Am 27. September 2006 wurde das Unternehmen in DNA Automotive LLP umbenannt. 2006 begann die Produktion von Automobilen und Kits. Der Markenname lautet DNA.

## Fahrzeuge
Als erstes Modell erschien 2006 der 3 sixty. Dies war die Nachbildung des Ferrari 360. Viele Teile kamen vom Toyota MR 2. Als Stückzahl wird viel genannt. Nach Unternehmensangaben wird dieses Modell nicht mehr hergestellt.
2009 ergänzte der 4 thirty das Sortiment. Er ähnelt dem Ferrari F 430. Auch dieses Modell basiert auf dem Toyota MR 2.
Der 2010 präsentierte 5 cudo ähnelt dem Ferrari 430 Scuderia und basiert auf dem Ford Cougar.
Das Unternehmen nennt darüber hinaus noch die Modelle DN 8 auf Basis Ford Cougar und Westcoast, der auf dem Mercedes-Benz SL aufbaut.